# Il ladro di bambini
Il ladro di bambini é um filme de drama italiano de 1992 dirigido e escrito por Gianni Amelio. Foi selecionado como represente da Itália à edição do Oscar 1993, organizada pela Academia de Artes e Ciências Cinematográficas.

## Elenco
- Enrico Lo Verso - Antonio
- Valentina Scalici - Rosetta
- Giuseppe Ieracitano - Luciano
- Florence Darel - Martine
- Marina Golovine - Nathalie
- Fabio Alessandrini - Grignani
- Agostino Zumbo - Priest
- Vitalba Andrea - irmã de Antonio
- Massimo De Lorenzo - Papaleo
- Celeste Brancato - garota
- Vincenzo Peluso - Carabiniere
- Santo Santonocito - Carabiniere
- Renato Carpentieri - chefe de polícia
- Maria Pia Di Giovanni - mãe de Rosetta e Luciano
- Lello Serao